# Cyphicerina
Los cificerinos (Cyphicerina) son una subtribu de insectos coleópteros curculiónidos pertenecientes a la subfamilia Entiminae.  

## Géneros
- Afrodolius – Agrostes – Amblyrhinus – Amrikus – Anosimus – Aspidomycter – Asporus – Asynetus – Baryconorrhinus – Baryrrhinus – Canoixus – Cephaloptochus – Cnaphoscapus – Cnodostethus – Corigetus – Crinorrhinus – Cyphicerinus – Cyphicerus – Cyrtepistomus – Deiradorrhinus – Diatropus – Doliophron – Drymophoetus – Epilasius – Episomoides – Epius – Epixynus – Eryngus – Eusomidius – Hackeria – Hamartus – Hemerus – Hilaus – Himachala – Hirsutopes – Howeocis – Hypenephorus – Iranorrhinus – Kairakia – Marshalla – Meionops – Myllocerinus – Myllocerus – Myosides – Neomyllocerus – Nirala – Oedophrys – Orchobius – Ortholcus – Paramycter – Parapoteriothorax – Parascaphus – Paurommatus – Peltotrachelus – Peranosimus – Peronaspis – Pholicerus – Phrixopogon – Phylladobius – Piezophrys – Platymycterus – Platytrachelus – Pollendera – Poteriothorax – Ptochus – Rhicnostomus – Rhinospineus – Robertoides – Salbachia – Scaeorrhinus – Sucinophyllobius – Syrphax – Tanyscapus – Taractor – Taurostomus – Thalponomus – Thlipsomerus – Thyraulus – Trapezauchen

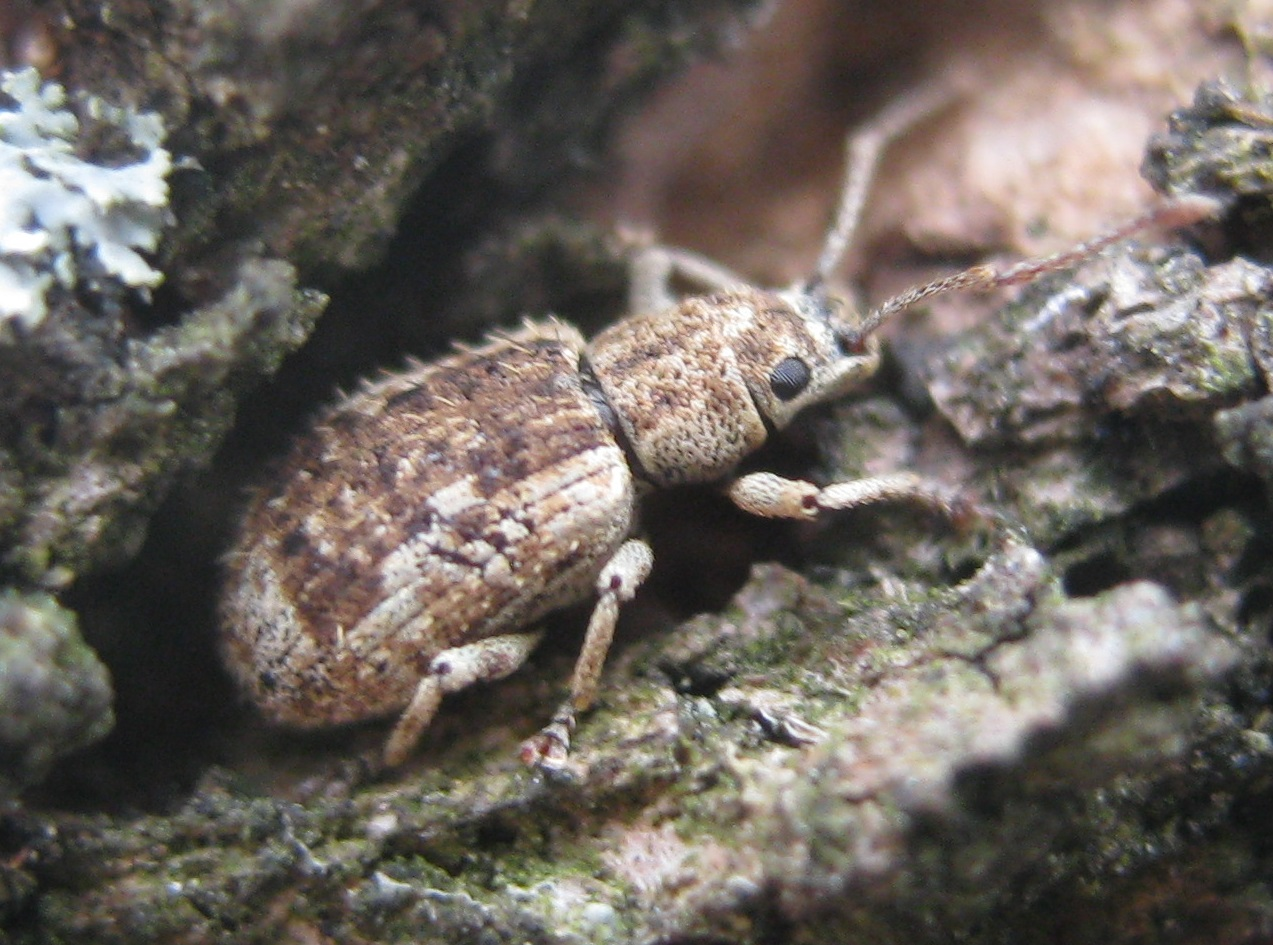
Pseudoedophrys hilleri